# Sue Geh
Susanna Monika Geh, detta Sue (Canberra, 10 settembre 1959 – Canberra, 14 settembre 1998), è stata una cestista australiana.

## Carriera
Con l'Australia ha disputato i Giochi olimpici di Los Angeles 1984 e i Campionati mondiali del 1986.